# Seznam minoritských klášterů

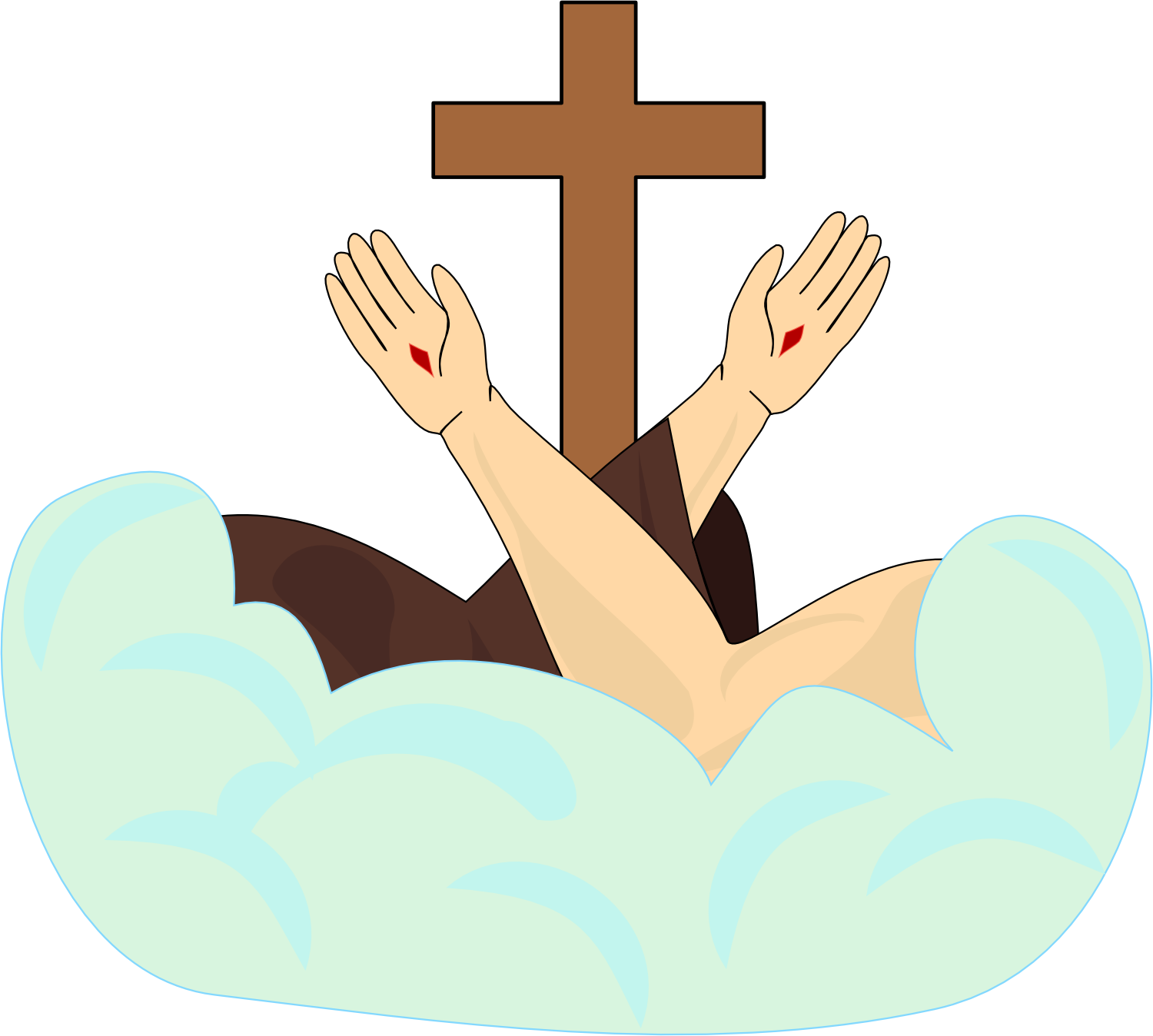
Znak řádu sv. Františka z Assisi

Toto je nekompletní seznam minoritských klášterů:

## ČeskoČesko
- viz. České kláštery menších bratří

## Zahraniční
Francie
- Klášter Cordeliers - zaniklý, od roku 1835 slouží jako muzeum

 Maďarsko
- Minoritský klášter (Segedín)

 Polsko
- Minoritský klášter (Opole) poblíž pozdějšího Placu Wolności - založen 1473, později zanikl
- Niepokalanów nedaleko Varšavy - činný

 Rakousko
- Minoritský klášter (Vídeň)

 Slovensko
- Minoritský klášter (Brehov) - zaniklý, původně románský, klášter
- Minoritský klášter (Spišský Štvrtok) - zaniklý, původně raně barokní, klášter